# 池田 (指宿市)
池田（いけだ Ikeda）は、鹿児島県指宿市の大字。旧薩摩国頴娃郡頴娃郷池田村、薩摩国揖宿郡今和泉郷池田村、揖宿郡今和泉村大字池田。人口は1,275人、世帯数は582世帯（2010年10月1日現在）。郵便番号は891-0312。
池田という地名は池田湖の北岸部に水田が開けていたことに由来するという説がある。

## 地理
指宿市の北西部、池田湖北岸に位置する。字域の北方には指宿市小牧、岩本、南方には指宿市開聞仙田、山川利永、東方には指宿市東方、西方、新西方、西方には南九州市頴娃町郡がそれぞれ接している。
池田は主に農業地域であり、大規模な集落は堀切園、仮屋があり、その他に池田湖北岸に小規模な集落が散在している。
南部の池田湖沿岸には池田湖の展望所や土産屋が多く所在しており、観光地となっている。また、池田湖にはオオウナギが生息しており、おおうなぎ群生地として1969年11月3日に指宿市の天然記念物に指定されている。
池田湖では未確認動物のイッシーが生息しているとされており、その姿が初めて目撃された1961年頃から度々目撃され（1996年を最後に目撃談なし）、度々テレビや雑誌等で取り上げられた。湖畔にはイッシー像が設置されている。
また、北部には鬼門平、西部には烏帽子岳、東部には清見岳が聳える。
字域の中央部を鹿児島県道28号岩本開聞線が北東から南西に通り、大迫地区から北方向に鹿児島県道17号指宿鹿児島インター線（指宿スカイライン）、西方向から大迫地区を経て県道28号と重複し宮ヶ浜まで結ぶ鹿児島県道236号頴娃宮ケ浜線、東方から池田湖の北端部の県道28号までを鹿児島県道247号東方池田線が通っている。

### 湖沼
- 池田湖

## 歴史

### 池田の成立と近世
池田という地名は江戸期より見え、薩摩国頴娃郡頴娃郷（外城）のうちの池田村であった。頴娃郷のうちの池田村としての村高（石高）は「郡村高辻帳」では1222石余であったと記されている。
延享元年に島津忠卿が応永24年に川辺城の戦いで和泉家当主であった直久が戦死して以降、断絶していた和泉家を継ぎ、今和泉島津家と称し、その際に指宿郷及び頴娃郷の一部から今和泉家の私領として今和泉島津郷が編成され、それまで頴娃郷に属していた池田村は揖宿郡今和泉郷のうちとなった。
今和泉郷のうちの池田村としての村高は「三州御治世要覧」では1461石余、「天保郷帳」では1222石余、「旧高旧領取調帳」では710石余と記載されている。
明治5年には池田湖北岸で新田開発が行われ、1876年（明治9年）に完工し、約80町歩が開拓された。これらの耕地は今和泉郷の郷士に分配され、800石余の増産となった。

### 町村制施行以後
1889年（明治22年）に町村制が施行されたのに伴い、それまでの今和泉郷の全域より今和泉村が成立し、それまでの池田村は今和泉村の大字「池田」となった。1946年（昭和21年）には字域内に今和泉村役場池田出張所（のちの指宿市役所池田支所）が設置された。
1954年（昭和29年）4月1日に今和泉村が指宿町と合併、同時に市制施行し、指宿市が成立。それに伴い、指宿市の大字「池田」となる。
2006年（平成18年）1月1日には指宿市が山川町及び開聞町と新設合併し、新制の指宿市となったが、旧指宿市の区域では大字名の変更は無く、住所の表示は従来通り（指宿市大字池田）である。

## 施設

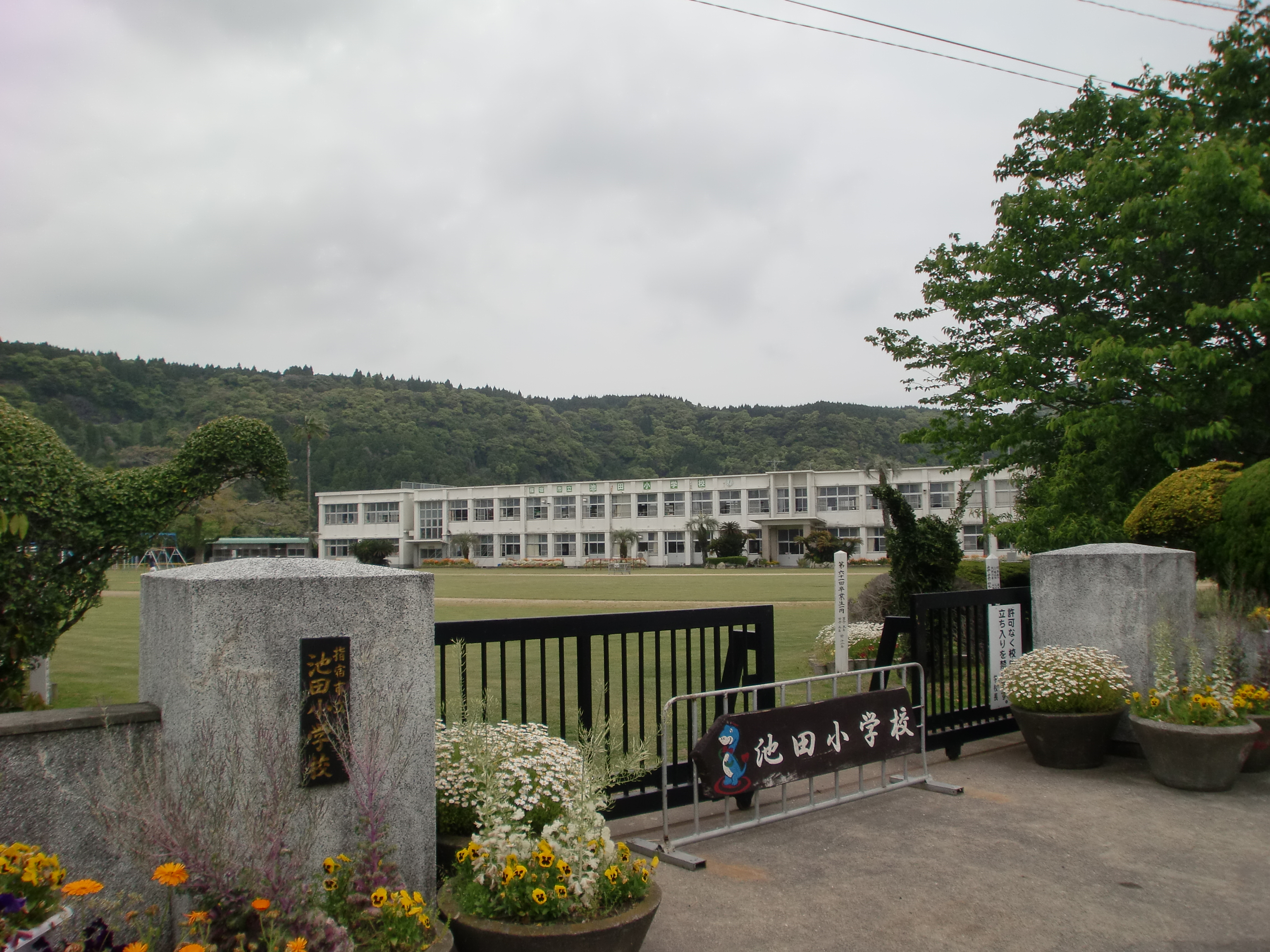
指宿市立池田小学校

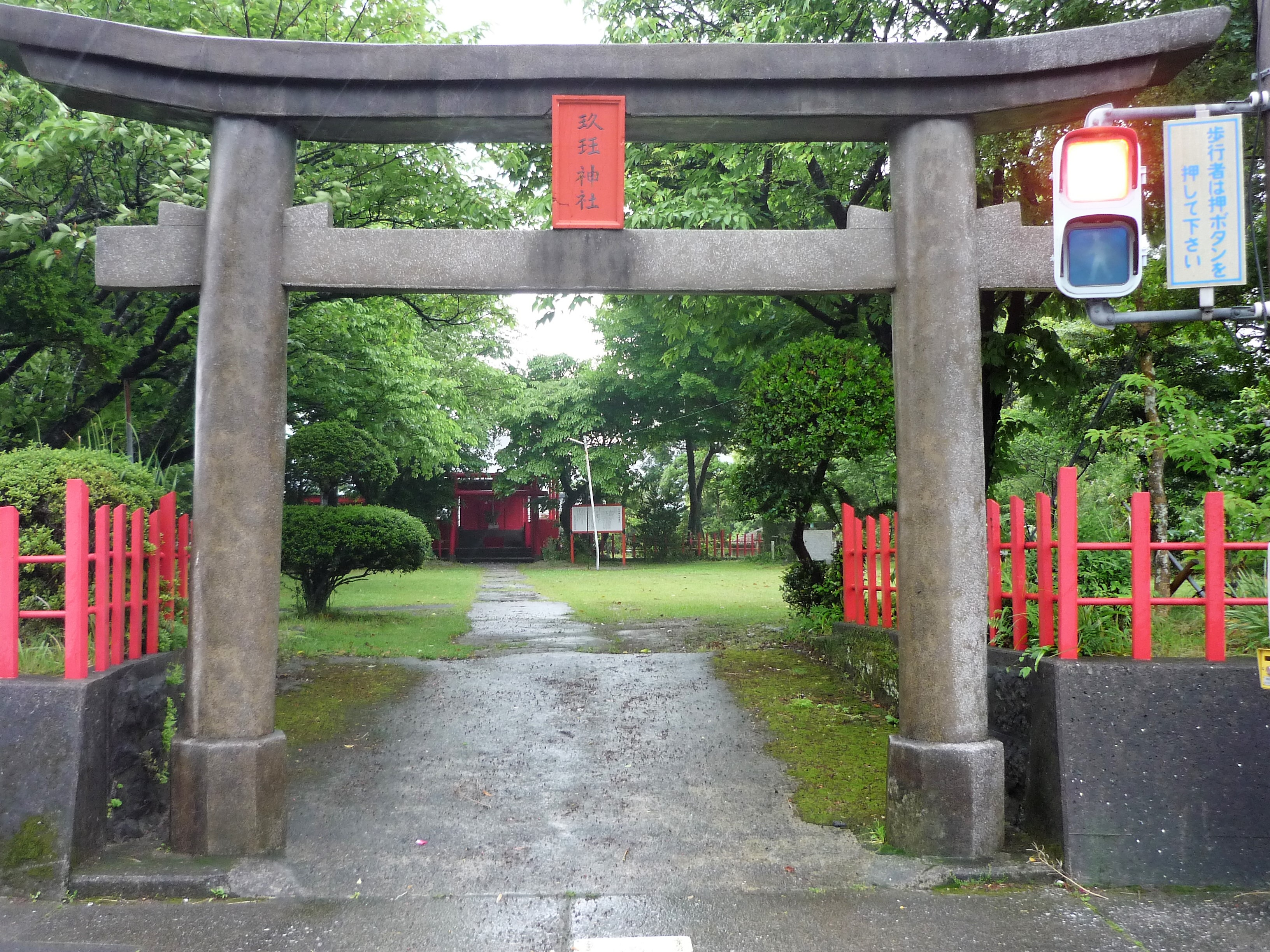
玖玉神社

公共
- 指宿市役所池田出張所

教育
- 指宿市立池田小学校
- 池田保育園

郵便局
- 池田郵便局

寺社
- 玖玉神社
サルタヒコを祀る神社であり、玖玉神社は九玉七社として島津貴久により創建されたという記述が「三国名勝図会」にある。九玉神社は坊津（現在の南さつま市坊津町泊）にあり、16世紀中に島津忠良が勧請し、創建したという説と島津忠国によって創建されたという説がある。玖玉神社は九玉七社のうちの一社ではないかと推測されている。
- 大鏡寺

## 小・中学校の学区
市立小・中学校に通う場合、学区（校区）は以下の通りとなる。
| 大字 | 地区 | 小学校             | 中学校               |
| ---- | ---- | ------------------ | -------------------- |
| 池田 | 全域 | 指宿市立池田小学校 | 指宿市立西指宿中学校 |

## 交通

### 道路
県道
- 鹿児島県道17号指宿鹿児島インター線（指宿スカイライン）
- 鹿児島県道28号岩本開聞線
- 鹿児島県道236号頴娃宮ケ浜線
- 鹿児島県道247号東方池田線